# Кавецький Ростислав Євгенович
Ростисла́в Євге́нович Каве́цький  (рос. Ростислав Евгеньевич Кавецкий; 19 листопада (1 грудня) 1899, Самара — 12 жовтня 1978, Київ) — український радянський патофізіолог, онколог, доктор медичних наук, професор, академік АН УРСР (з 19 травня 1951 року).

## Біографія
Народився 19 листопада (1 грудня) 1899 року в місті Самарі в родині лікаря. Росіянин. У 1925 році, після закінчення навчання на медичному факультеті Самарського університету, вступив до аспірантури 2-го Московського державного університету на кафедру патологічної фізіології.
У 1931—1941 роках — завідувач відділу, в 1943—1946 роках — заступник директора Інституту експериментальної біології та патології МОЗ України. Член ВКП(б) з 1944 року.
У 1946—1952 роках — директор Інституту клінічної фізіології АН УРСР. У 1953—1960 роках — завідувач відділу Інституту фізіології АН УРСР. З 1960 року — директор Інституту експериментальної та клінічної онкології МОЗ України (з 1971 року — Інститут з проблем онкології АН УРСР).
Був членом Головної редакційної колегії першого і другого видань Української радянської енциклопедії.

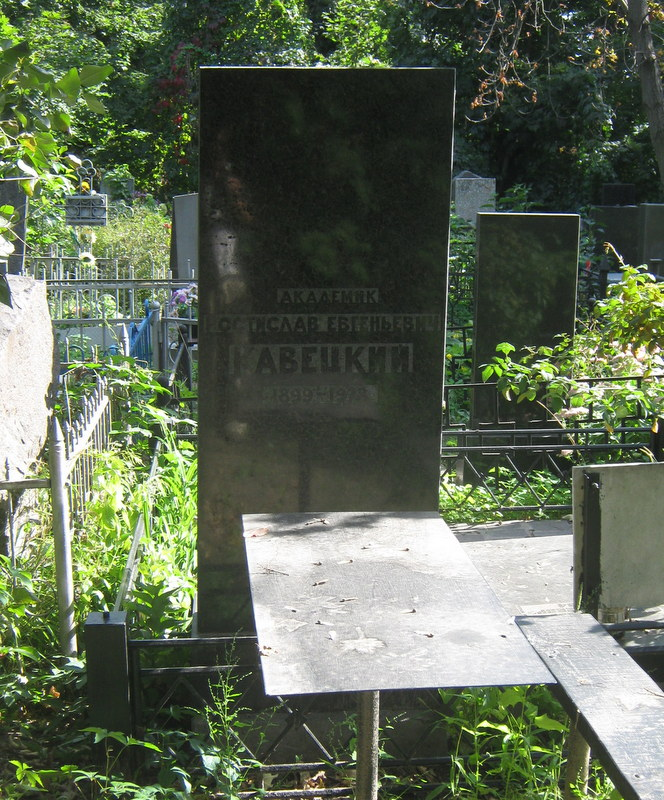
Могила Ростислава Кавецького

Жив в Києві в будинку по вулиці Володимирській 51-53, квартира 44. Помер 12 жовтня 1978 року. Похований в Києві на Байковому кладовищі (стара частина).

## Наукова діяльність
Основні напрямки досліджень пов'язані з проблемами реактивності організму — розробленням тестів визначення та методів її підвищення, теоретичних і прикладних проблем онкології. Вперше запропонував лікування пухлин за допомогою лазерів.
Серед учнів Ростислава Кавецького — академік Зоя Бутенко, професор Микола Гамалія тощо[джерело?].

## Відзнаки
Заслужений діяч науки УРСР (з 1960 року). Нагороджений двома орденами Леніна (1954, 1969), орденом Жовтневої Революції (1974), двома орденами Трудового Червоного Прапора (1961, 1966), медалями.
Лауреат премії імені О. О. Богомольця АН УРСР (за 1964 рік), двох Державних премій УРСР в галузі науки і техніки:
- 1972 — за розробку та впровадження у практику закладів охорони здоров'я радіоізотопної і лазерної апаратури, а також комплексу методик для біологічних досліджень, діагностичного та лікувального застосування[3];
- 1981 (посмертно) — за дослідження механізмів, установлення деяких закономірностей перетворення нормальних тканин у пухлинні та формування протипухлинної резистентності організму[4].

## Вшанування пам'яті

меморіальна дошка

У 1979 році Інституту експериментальної патології, онкології і радіобіології присвоєно ім'я Р. Є. Кавецького; 1 грудня, в день 80-річчя з дня народження Р. Є. Кавецького, було відкрито меморіальний музей та встановлено бронзову меморіальну дошку на фасаді будівлі Інституту по вулиці Васильківській, 45 (барельєф; скульптор О. П. Скобліков, архітектор К. А. Сидоров).
У 2000 році Національною Академією наук України була заснована Премія НАН України імені Р. Є. Кавецького, яка вручається Відділенням біохімії, фізіології і молекулярної біології НАН України за видатні наукові роботи в галузі експериментальної онкології.

## Родина
Донька — Мазепа Наталія Ростиславівна (* 1930) — літературознавець, дослідниця російськомовних письменників України.